# E-Divisie 2017-18
eDivisie 2017-18 is het tweede seizoen van de Nederlandse eDivisie. 
Het tweede seizoen van de eDivisie bestaat uit twee speelhelften. Er wordt gespeeld met de nieuwste versie van de FIFA-reeks (FIFA 18). De eerste speelhelft wordt gespeeld op Playstation 4. Na de winterstop werken de eSporters de tweede seizoenshelft af op XBOX One. Aan het eind van het hele seizoen zullen de kampioenen van beide speelhelften het tegen elkaar opnemen om te beslissen wie de eDivisiekampioen wordt. De uiteindelijke nummer één mag naar huis met de kampioensschaal van de E-Divisie.
Door degradatie uit de Eredivisie komen Go Ahead Eagles en NEC in 2017-2018 niet meer uit in de eDivisie. Daarvoor in de plaats komen de naar de Eredivisie gepromoveerde clubs VVV-Venlo en NAC Breda.
De winnaar van de eerste seizoenshelft op de Playstation 4 is Ali Riza Aygün (PSV). Met 42 punten uit 17 wedstrijden wist hij de overige zeventien eredivisieclubs achter zich te laten. Dani Hagebeuk (Ajax) won de tweede seizoenshelft op de XBOX. De finale tussen Aygün en Hagebeuk om het landskampioenschap werd gewonnen door Hagebeuk, die daarmee zijn titel prolongeerde.

## Eindstand Seizoenshelft 1 (PlayStation 4)
De eerste seizoenshelft van seizoen 2017-2018 wordt gespeeld op de PlayStation 4. In de eerste seizoenshelft maken Ali Riza Aygün (PSV), Tony Kok (FC Twente), Levy Frederique (Excelsior), Jaey Daalhuisen (Feyenoord), Lev Vinken (Sparta), Menno Bouhuijzen (NAC) en Sandro Cooiman (VVV) hun debuut in de eDivisie.
Na afloop van de eerste seizoenshelft is de stand:
|    | Team             | eSporter         | Gespeeld | Winst | Gelijkspel | Verlies | Punten | Dpt voor | Dpt tegen | Doelsaldo |
| -- | ---------------- | ---------------- | -------- | ----- | ---------- | ------- | ------ | -------- | --------- | --------- |
| 1  | PSV              | Ali Riza Aygün   | 17       | 14    | 0          | 3       | 42     | 64       | 28        | +36       |
| 2  | Roda JC          | Tom Heijnen      | 17       | 13    | 0          | 4       | 39     | 62       | 42        | +20       |
| 3  | ADO Den Haag     | Mitchel Denkers  | 17       | 11    | 3          | 3       | 36     | 52       | 25        | +27       |
| 4  | FC Twente        | Tony Kok         | 17       | 10    | 3          | 4       | 33     | 51       | 35        | +16       |
| 5  | Ajax             | Dani Hagebeuk    | 17       | 9     | 2          | 6       | 29     | 42       | 41        | +1        |
| 6  | Excelsior        | Levy Frederique  | 17       | 8     | 4          | 5       | 28     | 44       | 36        | +8        |
| 7  | Feyenoord        | Jaey Daalhuisen  | 17       | 9     | 1          | 7       | 28     | 46       | 40        | +6        |
| 8  | FC Utrecht       | Danny Hazebroek  | 17       | 8     | 3          | 6       | 27     | 47       | 40        | +7        |
| 9  | Heracles Almelo  | Bryan Hessing    | 17       | 8     | 2          | 7       | 26     | 42       | 34        | +8        |
| 10 | AZ               | Aristote Ndunu   | 17       | 7     | 5          | 5       | 26     | 49       | 42        | +7        |
| 11 | PEC Zwolle       | Bob van Uden     | 17       | 8     | 2          | 7       | 26     | 45       | 47        | -2        |
| 12 | Vitesse          | Paskie Rokus     | 17       | 7     | 2          | 8       | 23     | 52       | 56        | -4        |
| 13 | Sparta Rotterdam | Lev Vinken       | 17       | 5     | 5          | 7       | 20     | 45       | 39        | +6        |
| 14 | Willem II        | Daniël Kuipers   | 17       | 5     | 3          | 9       | 18     | 36       | 51        | -15       |
| 15 | FC Groningen     | Absalom Warkor   | 17       | 5     | 2          | 10      | 17     | 30       | 37        | -7        |
| 16 | sc Heerenveen    | Niels Krist      | 17       | 3     | 4          | 10      | 13     | 31       | 45        | -14       |
| 17 | VVV-Venlo        | Sandro Cooiman   | 17       | 1     | 3          | 13      | 6      | 24       | 52        | -28       |
| 18 | NAC Breda        | Menno Bouhuijzen | 17       | 0     | 0          | 17      | 0      | 7        | 79        | -72       |

## Eindstand Seizoenshelft 2 (XBOX One)
De tweede seizoenshelft in seizoen 2017-2018 wordt gespeeld op de XBOX One. In de tweede seizoenshelft maken Nick den Hamer (FC Groningen), Nick Cooiman (VVV) en Emre Benli (FC Twente) hun debuut in de eDivisie. 
Na 16 speelrondes van de tweede  seizoenshelft is de stand:
|    | Team             | eSporter           | Gespeeld | Winst | Gelijkspel | Verlies | Punten | Dpt voor | Dpt tegen | Doelsaldo |
| -- | ---------------- | ------------------ | -------- | ----- | ---------- | ------- | ------ | -------- | --------- | --------- |
| 1  | Ajax             | Dani Hagebeuk      | 17       | 13    | 3          | 1       | 42     | 54       | 27        | +27       |
| 2  | Feyenoord        | Jaey Daalhuisen    | 17       | 12    | 4          | 1       | 40     | 45       | 17        | +28       |
| 3  | Heracles         | Bryan Hessing      | 17       | 12    | 3          | 2       | 39     | 47       | 24        | +23       |
| 4  | PSV              | Ali Riza Aygün     | 17       | 11    | 1          | 5       | 34     | 50       | 25        | +25       |
| 5  | Roda JC          | Tom Heijnen        | 17       | 11    | 1          | 5       | 34     | 49       | 43        | +6        |
| 6  | Excelsior        | Levy Frederique    | 17       | 10    | 1          | 6       | 31     | 40       | 31        | +9        |
| 7  | AZ               | Aristote Ndunu     | 17       | 9     | 2          | 6       | 29     | 55       | 43        | +12       |
| 8  | FC Groningen     | Nick den Hamer     | 17       | 9     | 2          | 6       | 29     | 42       | 31        | +11       |
| 9  | FC Twente        | Emre Benli         | 17       | 8     | 5          | 4       | 29     | 36       | 27        | +9        |
| 10 | Sparta Rotterdam | Frank van der Slot | 17       | 9     | 1          | 7       | 28     | 49       | 48        | +1        |
| 11 | FC Utrecht       | Danny Hazebroek    | 17       | 5     | 3          | 9       | 18     | 37       | 42        | -5        |
| 12 | sc Heerenveen    | Niels Krist        | 17       | 5     | 2          | 10      | 17     | 23       | 32        | -9        |
| 13 | Vitesse          | Paskie Rokus       | 17       | 5     | 2          | 10      | 17     | 40       | 54        | -14       |
| 14 | VVV-Venlo        | Nick Cooiman       | 17       | 3     | 5          | 9       | 14     | 24       | 38        | -14       |
| 15 | ADO Den Haag     | Mitchel Denkers    | 17       | 4     | 2          | 11      | 14     | 31       | 47        | -16       |
| 16 | NAC Breda        | Menno Bouhuijzen   | 17       | 2     | 3          | 12      | 9      | 21       | 43        | -25       |
| 17 | PEC Zwolle       | Stefan Vellinga    | 17       | 1     | 5          | 10      | 8      | 25       | 49        | -26       |
| 18 | Willem II        | Daniël Kuipers     | 17       | 1     | 0          | 16      | 3      | 20       | 62        | -42       |

## Finale 2017-2018
De finale om het algeheel landskampioenschap van de E-Divisie wet op 11 mei 2018 gespeeld tussen de winnaar van de Xbox-competitie (Ali Riza Aygün van PSV) en de PlayStation-competitie (Dani Hagebeuk van Ajax). De finale werd gespeeld over twee wedstrijden, één op de PlayStation en één op de Xbox. Het thuisplatform is het platform waarop de eSporter kampioen is geworden.
| Club | eSporter       | Club     | eSporter      | Stand op Xbox | Stand op PlayStation | Eindstand |
| ---- | -------------- | -------- | ------------- | ------------- | -------------------- | --------- |
| PSV  | Ali Riza Aygün | AFC Ajax | Dani Hagebeuk | 1:5           | 0:0                  | 1:5       |